# NOL3
NOL3 (англ. Nucleolar protein 3) – білок, який кодується однойменним геном, розташованим у людей на короткому плечі 16-ї хромосоми. Довжина поліпептидного ланцюга білка становить 208 амінокислот, а молекулярна маса — 22 629.
| 10         |  | 20         |  | 30         |  | 40         |  | 50         |
| ---------- |  | ---------- |  | ---------- |  | ---------- |  | ---------- |
| MGNAQERPSE |  | TIDRERKRLV |  | ETLQADSGLL |  | LDALLARGVL |  | TGPEYEALDA |
| LPDAERRVRR |  | LLLLVQGKGE |  | AACQELLRCA |  | QRTAGAPDPA |  | WDWQHVGPGY |
| RDRSYDPPCP |  | GHWTPEAPGS |  | GTTCPGLPRA |  | SDPDEAGGPE |  | GSEAVQSGTP |
| EEPEPELEAE |  | ASKEAEPEPE |  | PEPELEPEAE |  | AEPEPELEPE |  | PDPEPEPDFE |
| ERDESEDS   |  |            |  |            |  |            |  |            |

A: Аланін

C: Цистеїн

D: Аспарагінова кислота

E: Глутамінова кислота

F: Фенілаланін

G: Гліцин

H: Гістидин

I: Ізолейцин

K: Лізин

L: Лейцин

M: Метіонін

N: Аспарагін

P: Пролін

Q: Глутамін

R: Аргінін

S: Серин

T: Треонін

V: Валін

W: Триптофан

Кодований геном білок за функцією належить до фосфопротеїнів. 
Задіяний у таких біологічних процесах, як апоптоз, процесинг мРНК, сплайсинг мРНК, альтернативний сплайсинг. 
Білок має сайт для зв'язування з іонами металів, іоном кальцію. 
Локалізований у цитоплазмі, ядрі, мембрані, мітохондрії, саркоплазматичному ретикулумі.